# Ihr weisen Gründer glücklicher Staaten
Ihr weisen Gründer glücklicher Staaten (WoO 95) ist eine Chorkomposition von Ludwig van Beethoven.

## Entstehung
Beethoven komponierte den Chor im September 1814 im Vorfeld des Wiener Kongresses, der unter Leitung von Klemens Wenzel Lothar von Metternich die Neuordnung Europas nach den Napoleonischen Kriegen regeln sollte.
Es ist unbekannt, wer den Text verfasst hat und ob der Chor jemals zur Aufführung kam; möglicherweise wollte Beethoven ihn zunächst zur Eröffnung des Wiener Kongresses am 1. November 1814 aufführen, bei der letztendlich die Kantate Der glorreiche Augenblick op. 136 erklang.

## Zur Musik
Der Chor steht in A-Dur und wird von einem marschartigen, punktierten Rhythmus geprägt. Nach einem kurzen instrumentalen Vorspiel erklingt eine melodisch schlichte Hymne, die bei ihrer Wiederholung von einem Orchestertutti begleitet wird.
Musikwissenschaftler Nicholas Cook verglich Ihr weisen Gründer glücklicher Staaten mit dem Chorfinale von Beethovens Sinfonie Nr. 9 d-Moll op. 125. Einerseits behandeln beide Werke weltanschaulich das Thema der Gemeinschaft; ferner bestehen musikalische Parallelen zwischen dem Chorstück und einigen Tuttipassagen des Sinfoniefinales. Andererseits kann, wie Musikwissenschaftler Tobias Janz es beschreibt, das, was in einer ansonsten instrumentalen Sinfonie wie ein Zitat enthalten ist, »im Chor gebrochen und affirmativ« wirken.

### Belege
- Chormusik zum Wiener Kongress – »Ihr weisen Gründer glücklicher Staaten« WoO 95 und »Der glorreiche Augenblick« op. 136, in: Sven Hiemke (Hg.): Beethoven-Handbuch. Bärenreiter, Kassel, 2009, ISBN 978-3-7618-2020-9, S. 273–279.

### Weiterführende Literatur
- Michael Ladenburger: Der Wiener Kongreß im Spiegel der Musik, in: Beethoven. Zwischen Revolution und Restauration, hrsg. von Helga Lühning und Sieghard Brandenburg, Bonn, 1989, S. 275–306